# Thể thao điện tử

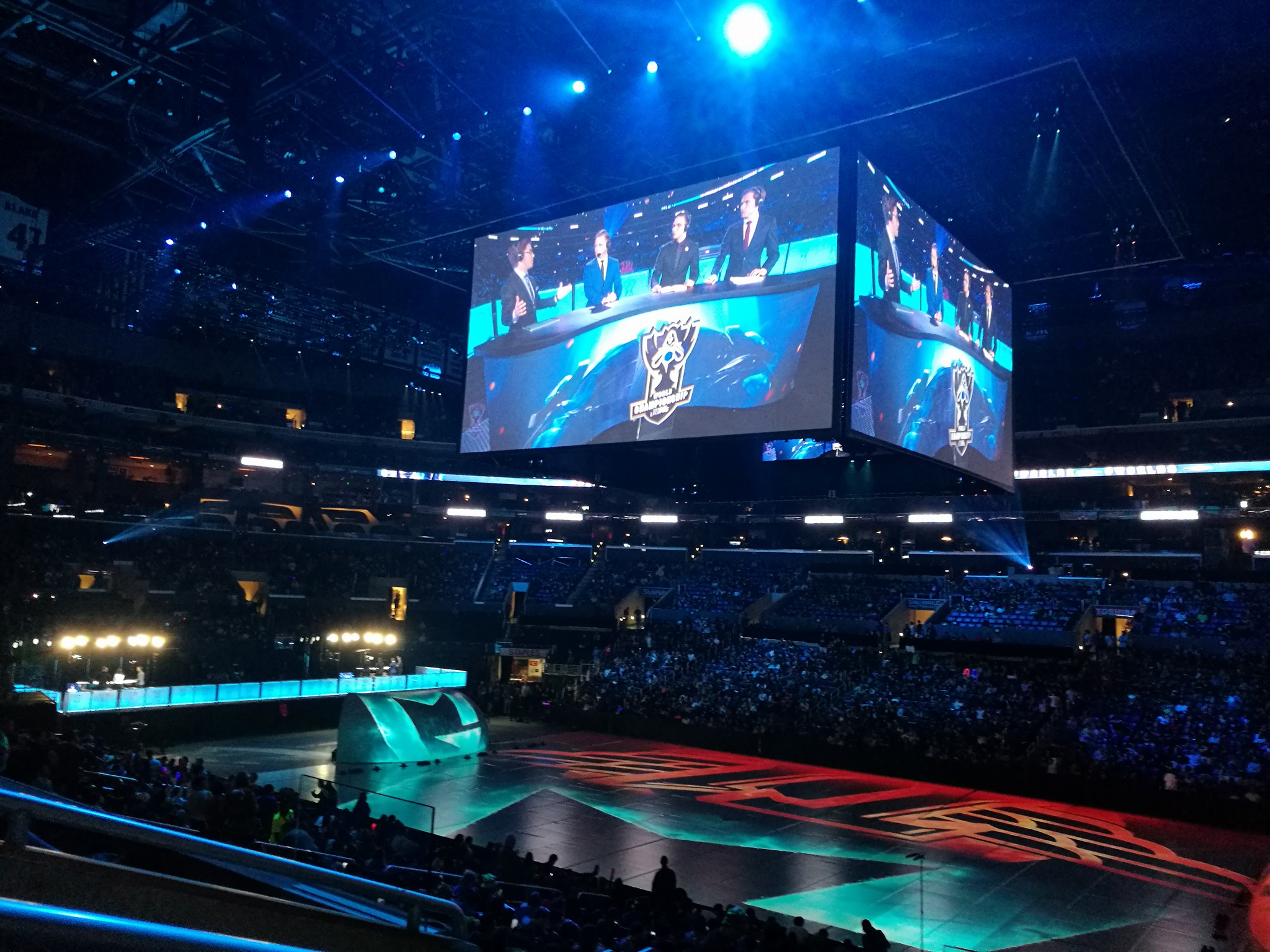
Giải vô địch thế giới Liên Minh Huyền Thoại là giải đấu thể thao điện tử với địa điểm tổ chức luân chuyển khắp thế giới.

Thể thao điện tử hay Esports là hình thức tổ chức trận đấu của một trò chơi điện tử giữa nhiều người chơi, đặc biệt giữa những tuyển thủ chuyên nghiệp. Các thể loại trò chơi video phổ biến nhất liên quan đến thể thao điện tử là cuộc chiến đấu trực tuyến với sự tham gia của nhiều người chơi, trò chơi chiến đấu sử dụng chiến lược thời gian thực (MOBA), và thể loại trò chơi điện tử bắn súng góc nhìn người thứ nhất (FPS), nhưng thể loại FPS chỉ được gọi là đặc trưng của E-Sport khi chưa phát triển, khi các thể loại MOBA lên ngôi thì FPS không còn nằm trong danh mục được đăng ký tham gia E-Sport. Tính đến năm 2021 đã có rất nhiều nội dung thể thao điện tử như: Free Fire, PUBG, AoV, CS2, LoL, ML:BB, PUBGM, Dota 2, Valorant,...
Vốn là một phần của văn hóa trò chơi điện tử, nhưng đến tận cuối những năm 2000 và đầu năm 2010, việc tổ chức các giải đấu mới tạo nên một cơn sốt lớn. Trong khi các giải đấu diễn ra trong khoảng năm 2000 được tổ chức nghiệp dư, sự gia tăng của các giải đấu chuyên nghiệp cùng với số lượng người xem tăng cao hiện nay đã hỗ trợ một số lượng đáng kể các tuyển thủ và các đội tuyển chuyên nghiệp. Tính cạnh tranh này đã được các nhà phát triển trò chơi điện tử hiện nay vận dụng bằng cách xây dựng thêm các tính năng cải tiến vào trò chơi của mình.
Vào năm 2012, những trò chơi điện tử nổi tiếng được đem ra thi đấu trên đấu trường chuyên nghiệp là Dota 2, Liên Minh Huyền Thoại và StarCraft II. Các trò chơi bắn súng như Counter Strike và Call of Duty cũng có 1 số thành công nhất định về eSports, mặc dù số lượng người xem của họ vẫn thấp hơn các đối thủ cạnh tranh.
Về mặt địa lý, giải đấu eSports có nguồn gốc từ các nước phát triển. Hàn Quốc là quốc gia có tổ chức eSports tốt nhất, họ chính thức cấp phép tuyển thủ chuyên nghiệp từ năm 2000. Tuy nhiên sự công nhận dành cho eSports cập bến các nước khác chậm hơn. Vào năm 2013, người chơi nội dung Liên Minh Huyền Thoại người Canada Danny "Shiphtur" Le trở thành tuyển thủ chuyên nghiệp đầu tiên được nhận Visa P-1A của Mỹ, dành riêng cho "Vận động viên quốc tế được công nhận". Nối tiếp Hàn Quốc, các giải đấu được tổ chức tại Châu Âu và Bắc Mỹ.
Trong năm 2013, ước tính có khoảng 71.500.000 người trên thế giới xem các trận đấu. Sự tăng lên của nền tảng streaming media trực tuyến, tiêu biểu là Twitch.tv, đã trở thành nguyên nhân lớn cho sự phát triển và thăng tiến của các cuộc thi eSports. Major League Gaming đã thống kê: trong số những người xem, có khoảng 85% là nam và 15% nữ, 60% người xem nằm trong độ tuổi từ 18 đến 34. Giải thích về sự chênh lệch giữa hai giới tính trong nền công nghiệp này, người ta thấy rằng các tuyển thủ nữ vẫn còn bị phân biệt giới tính và phải chịu sự định kiến của xã hội. Tuy nhiên, nhiều người phụ nữ hoạt động trong lĩnh vực eSports tin tưởng rằng họ đang dần vượt qua được những khó khăn trên.

## Định nghĩa
Định nghĩa một cách đơn giản thì eSports (Electronic Sports) – Thể thao điện tử là thuật ngữ để chỉ những nội dung thể thao sử dụng kịch bản trò chơi điện tử hoặc kịch bản mô phỏng các môn thể thao truyền thống, thi đấu trên môi trường kĩ thuật số mang tính chất đối kháng mà tại đó xuất phát điểm của các vận động viên là như nhau, có luật thi đấu để xác định thành tích thi đấu. Lưu ý rằng eSports không phải là những trò chơi điện tử đơn thuần chơi để giải trí mà cần phải có một niềm đam mê và một sự cố gắng thật nhiều trong tập luyện, rèn luyện như một môn thể thao chuyên nghiệp.

## Những thứ cần có
Một tuyển thủ eSports cần có những đặc điểm khác các vận động viên bình thường như khả năng phối hợp giữa các người chơi, am hiểu sâu sắc về trò chơi điện tử mà mình chơi đi kèm với cả một quá trình rèn luyện, nâng cao trình độ, tư duy chiến thuật khắc nghiệt.

## Lịch sử

### Thời kỳ đầu (1972–1989)
Cuộc thi trò chơi điện tử đầu tiên được tổ chức vào ngày 19/10/1972 tại Đại Học Stanford với trò chơi Spacewar. Sinh viên Stanford được mời đến tham gia cuộc thi  "Intergalactic Spacewar Olympics" với giải thưởng là một năm đăng ký tạp chí Rolling Stone miễn phí. Space Invaders Championship được tổ chức bởi Atari vào năm 1980 là cuộc thi chơi trò chơi điện tử quy mô lớn đầu tiên, thu hút hơn 10,000 người tham gia trên khắp Hoa Kỳ, chính thức xác lập định nghĩa chơi trò chơi điện tử thi đấu như một sở thích chính thống.
Mùa hè năm 1981, Walter Day thành lập Twin Galaxies chuyên để lưu trữ các kỉ lục. Tổ chức hoạt động với mục đích thúc đẩy các trò chơi video, công bố công khai các kỷ lục thông qua những ấn phẩm như sách kỷ lục Guinness World Records, đến năm 1983, đội tuyển Video game quốc gia từ Mỹ đã ra đời, tham gia thi đấu Video Game Masters Tournament cho Guinness World Records và tài trợ cho giải đấu Bắc Mỹ Video Game Challenge
Trong những năm 1970 - 1980, tuyển thủ và các giải đấu bắt đầu được săn đón trên các tờ báo nổi tiếng như Life và Time. Một trong những tuyển thủ điện tử nổi tiếng nhất lúc bấy giờ là Billy Mitchell, với thành tích nắm giữ điểm số kỷ lục của 6 trò chơi trong đó có Pac-Man và Donkey Kong xác lập trong sách kỷ lục thế giới năm 1985 - Guinness Book of World Records. Truyền hình về các sự kiện eSports được phát sóng trong giai đoạn này có Starcade - một chương trình của Mỹ được quay từ năm 1982 đến năm 1984, gồm tổng cộng 133 tập, trong đó người chơi phải phá vỡ kỉ lục của những người khác khi chơi trò chơi điện tử. Một giải đấu trò chơi video đã được tổ chức trong chương trình TV That's Incredible!, các giải đấu cũng đóng góp như một phần cốt truyện của nhiều bộ phim khác nhau, kể đến phải có Tron năm 1982.

### Thể thao điện tử trực tuyến lên ngôi (1990–1999)
Trong những năm 1990, nhiều trò chơi được hưởng lợi từ việc tăng khả năng kết nối Internet, đặc biệt là các trò chơi điện tử PC. Ví dụ, năm 1988 Netrek là trò chơi Internet với sự tham gia lên đến 16 người chơi, xây dựng bằng phần mềm mã nguồn mở đa nền tảng. Netrek là trò chơi Internet thứ ba, trò chơi Internet đồng đội đầu tiên, là trò chơi điện tử Internet mở đầu sử dụng Metaservers để xác định vị trí máy chủ trò chơi mở, đi đầu trong việc cập nhật thông tin người chơi liên tục. Năm 1993, Wired Magazine gọi đây là "môn thể thao điện tử trực tuyến đầu tiên".
Nintendo World Championships năm 1990, một trong những giải đấu eSports lớn những năm 1990, được tổ chức ở hầu khắp lãnh thổ Hoa Kỳ; trận chung kết diễn ra tại Universal Studios Hollywood ở California. Nintendo đã tổ chức một giải vô địch thế giới lần thứ 2 trong năm 1994 cho các hệ thống giải trí Super Nintendo gọi là '94 Nintendo PowerFest'. 132 thí sinh đã tranh tài tại trận chung kết ở San Diego, California.  Mike Iarossi là người đã ẵm giải vô địch lần đó. Blockbuster Video cũng tổ chức giải tranh đấu chức vô địch trò chơi điện tử toàn thế giới vào đầu những năm 1990, đồng tổ chức có tạp chí GamePro. Công dân Hoa Kỳ, Canada, Vương quốc Liên hiệp Anh và Bắc Ireland, Úc và Chile đủ điều kiện để tham gia. Các trò chơi điện tử dùng để thi đấu trong giải 1994 gồm NBA Jam và Virtua Racing.
Chương trình TV kết hợp với eSports được xây dựng trong giai đoạn ấy gồm có chương trình của nước Anh GamesMaster và Bad Influence!, gameshow của Úc A*mazing, trong đó hai em nhỏ sẽ tham gia chơi vô số trò chơi điện tử Nintendo để xác định người thắng cuộc.
Những giải đấu được tổ chức cuối những năm 1990 bao gồm có Cyberathlete Professional League (CPL) và QuakeCon.

### Thời kỳ của các giải đấu toàn cầu (Từ năm 2000 trở đi)

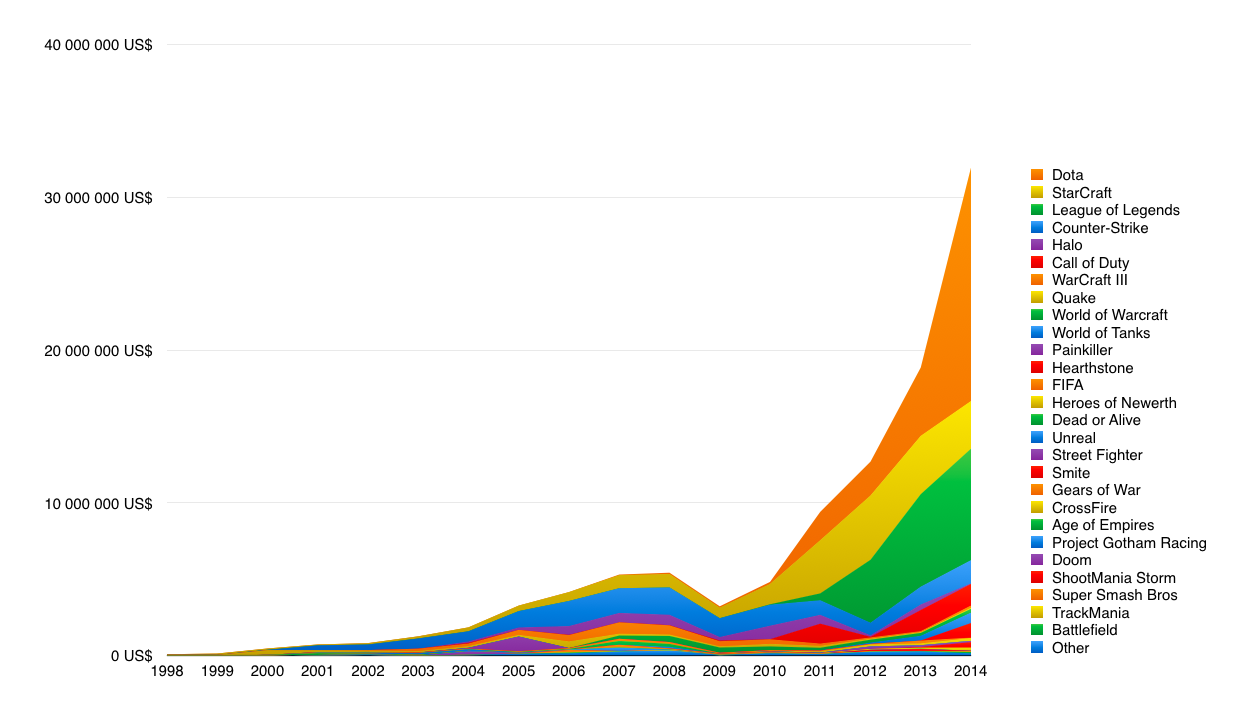
Giá trị giải thưởng của các giải đấu eSports, 1998–2014.

Sự phát triển eSports tại Hàn Quốc được cho là đã bị ảnh hưởng bởi việc xây dựng khối lượng băng thông internet rộng sau cuộc khủng hoảng tài chính ở châu Á năm 1997.
Gần đây, eSports đã trải qua sự tăng trưởng to lớn, cùng với đó là sự gia tăng lớn cả về lượng người xem và giá trị giải thưởng. Tuy rằng các giải đấu lớn mới được tổ chức trước thế kỷ 21 nhưng số lượng và phạm vi của các giải đấu đã tăng lên một cách đáng ấn tượng, từ khoảng 10 giải năm 2000 cho đến khoảng 260 vào năm 2010. Tiêu biểu cho sự thành công đó là các giải đấu: World Cyber Games, Intel Extreme Masters và Major League Gaming. Sự gia tăng của các giải đấu đi kèm trải nghiệm phong phú đã vượt qua cả định nghĩa về eSports truyền thống. Ví dụ, tháng 9 năm 2006, FUN Technologies Worldwide Webgames Championship đã tổ chức với 71 thí sinh tranh đua so tài với những trò chơi thông thường để giành giải thưởng khổng lồ là 1.000.000$.